# 钋-210
釙-210（210Po, 歷史上曾稱作鐳F）是釙元素的一種放射性同位素。它經過α衰變變成穩定核素鉛-206（206Pb），半衰期爲138.376天，是所有天然钋同位素中最長的。釙-210于1898年被首次發現，也是钋的首次發現。自然界存在的210Po是鈾-238和鐳-226的衰變產物。210Po是環境中的一種重要放射性汙染物，能在海産品和煙草中富集。由于其強放射性，釙-210對生物體有強烈毒性。

## 歷史

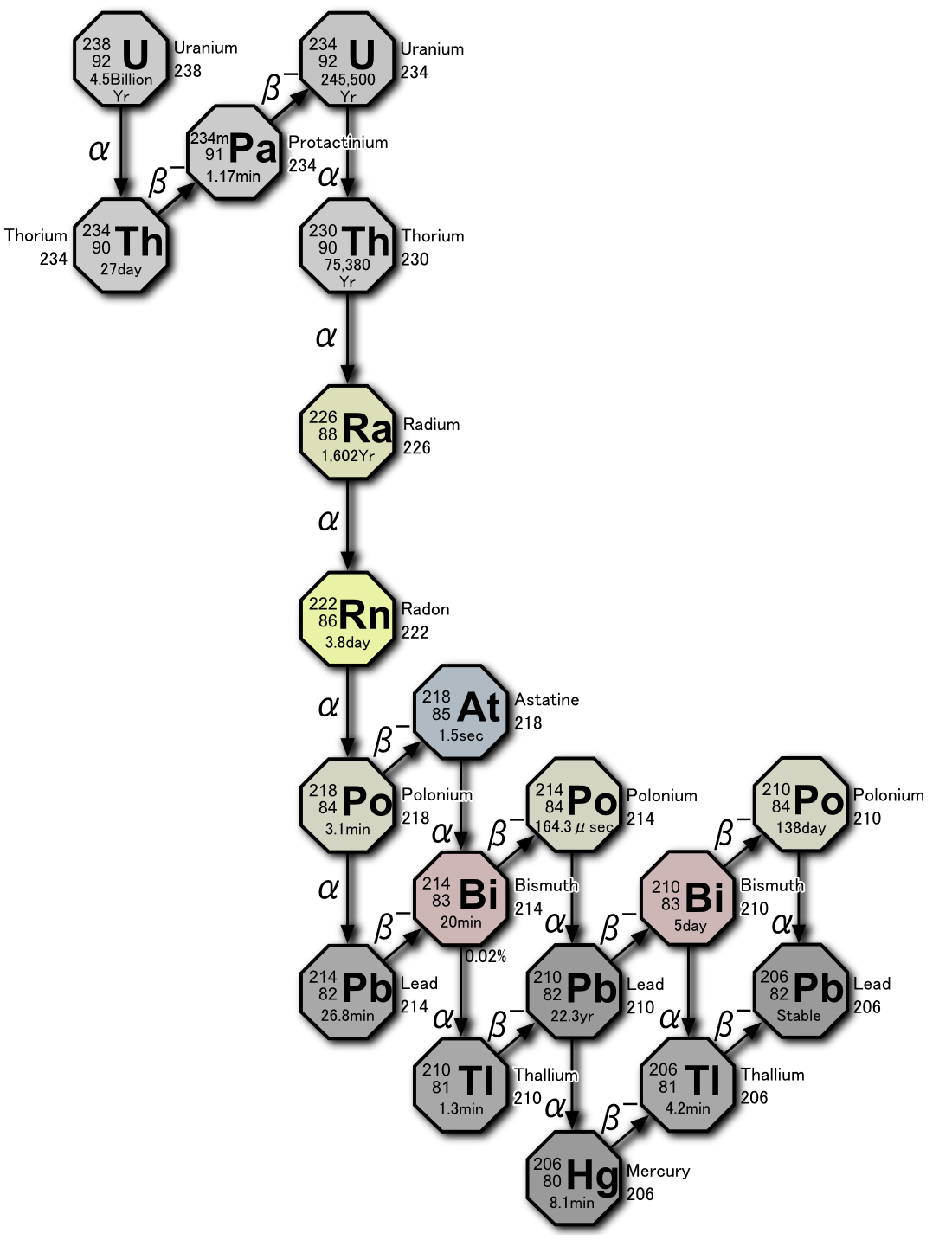
鈾-238的衰變鏈，亦稱作鈾系列或鐳系列。钋-210是鏈成員之一。

S-過程（慢速過程）最後步驟的示意圖。紅色路徑代表中子俘獲序列；藍色和青色箭頭代表β衰變，綠色箭頭代表^{210}Po的α衰變。由于^{210}Bi和^{210}Po的半衰期較短，阻礙了更重元素的合成，因此形成了這個包含四次中子俘獲、兩次β衰變和一次α衰變的循環。

1898年，瑪麗和皮埃爾·居裏夫婦在瀝青鈾礦中發現了一種具有強烈放射性的物質，並確定是一種新元素。他們以瑪麗的母國波蘭將其命名爲钋。1902年，德國化學家馬克瓦爾德（Willy Marckwald）發現了類似的放射性物質，並將其命名爲放射性碲。大致在同一時間，歐內斯特·盧瑟福在分析鈾的衰變鏈時發現了同樣的物質，並將其命名爲鐳F（起先爲鐳E）。到1905年，盧瑟福得出結論，上述實驗發現的放射性都來自於同一種元素，即210Po。後來的發現表明，210Po是鈾-238的衰變產物之一，因此自然存在於瀝青鈾礦中。
1943年，作爲美國代頓計劃的一部分，210Po被認爲有潛力成爲核武器中的中子引發劑。在隨後的幾十年裏，由于擔心操作工的安全，210Po對生物健康的威脅受到了廣泛的關注。
20世紀50年代，美國原子能委員會下屬的芒德實驗室（Mound Laboratories，現屬美國能源部）研究了在放射性同位素熱電發電機中使用210Po作爲熱源爲衛星供電的可能性。1958年，該實驗室開發出了一種使用210Po的2.5瓦特原子電池。但是最終開發者選中了钚-238，因爲其半衰期更長（87.7年），比釙-210可以在更長時間內維持供電。
2006年，英國當局指俄羅斯前持不同政見者和前俄羅斯聯邦安全局官員利特維年科死於釙-210中毒。利特維年科遭遇的可能是歷史上最昂貴的投毒暗殺行動：他攝入的钋-210價值可能達到三千萬歐元，創造了一個極端的吉尼斯世界紀錄。
2012年，半島電視臺援引瑞士的驗屍報告稱，已故巴解組織領導人阿拉法特的遺體中發現高劑量釙-210。這些報道引發外界猜測阿拉法特可能是死於暗殺。

## 衰變特性
210Po是一種α輻射源，半衰期爲138.376天。它衰變爲穩定的鉛-206（206Pb）。在絕大多數情況下，210Po的衰變只釋放出一個α粒子：
{\displaystyle \mathrm {^{210}_{\ 82}Po\ {\xrightarrow[{138.376\ d}]{}}\ _{\ 80}^{206}Pb\ +_{\ 2}^{\ 4}He} }
十萬衰變中可能有一次會釋放出一個α粒子，同時伴有一個γ光子： 
{\displaystyle \mathrm {^{210}_{\ 82}Po\ {\xrightarrow[{138.376\ d}]{}}\ _{\ 80}^{206}Pb\ +_{\ 2}^{\ 4}He\ +\gamma } }
由于釙-210半衰期相對較短，一毫克210Po每秒發射的α粒子和5克226Ra釋放出的α粒子數量相當。由於其輻射激發其周圍的空氣，釙-210的化合物及其水溶液在濃度不高的情況下就能發出肉眼可識別的藍色光芒。 
紅巨星中的S-過程止於210Po的衰變，因爲中子通量在210Po短暫的壽命中不足以導致進一步的中子俘獲。相反，210Po經由α衰變迅速轉變爲爲206Pb，然後俘獲更多的中子成爲210Po。這一循環消耗了剩余的中子，導致鉛和铋的積累，而钍和鈾等更重的元素只在R-過程中産生。

## 製備
210Po在自然界中只有痕量存在，其豐度約爲0.1ppb（十億分之一）。因此從鈾礦石中提取釙-210不可行。大部分釙-210是通過在核反應堆中對209Bi進行中子轟擊而製備的。這一過程將209Bi轉化爲210Bi，210Bi再經由β衰變爲210Po，半衰期爲5天。通過這種方法，俄羅斯每月生産大約8克210Po，並運往美國用于商業應用。

## 應用
釙-210發射出大量α粒子。如果這些粒子在很短的距離內被致密介質吸收，便可將其動能轉化爲熱能。一克210Po可産生140瓦的熱功率。因此，210Po可被用作輕型熱源，爲人造衛星熱電電池供電。例如，1970年代前蘇聯發射到月球表面的月球步行者登陸器中就包括至少一個210Po熱源，以便在月球夜晚保持其內部組件的溫度。某些防靜電用品也含有微克量級的釙-210。其釋放出的α粒子可以電離空氣，防止靜電積聚。釙-210釋放出的α粒子可以轟擊鈹靶產生大量中子，因此可以用作裂變核武器的引發劑。

## 危害
210Po具有極強的放射毒性，其本身並無已知的化學毒性。它和其它釙同位素是對生物體放射毒性最強的物質之一。 一微克釙-210就足以殺死普通成年人。按重量計算，210Po的毒性是氫氰酸的25萬倍。據此推算，一克210Po足以使5千萬人死亡，另外5千萬人患病。這是α粒子電離輻射的結果。因此生物體一旦攝入釙-210，就會導致程度不一的放射病。然而，210Po在體外並不構成威脅，因爲α粒子的貫穿力很弱，甚至無法穿透人體皮膚，實驗服的織物和橡膠手套足以防護。
210Po的攝入主要是通過受汙染的空氣、食物、水以及開放性傷口。一旦進入體內，210Po將富集在軟組織，尤其是網狀內皮系統和血液中。其在生物體內的半衰期約爲50天。
在環境中，210Po可能在海産品中富集。比如，波羅的海的各種生物體中都檢測到了釙-210，整個食物鏈無一幸免。210Po也會汙染植被，主要來源于大氣中氡-222的衰變和土壤的吸收。210Po會附著在煙葉上並在其中富集。早在1964年，就有人報道了煙草中210Po的濃度及危害。抽煙的人受到210Po及其母體210Pb的輻射劑量要遠高於不抽煙的人。重度吸煙者每年吸收的來自釙-210的輻射劑量約爲 100 µSv到160 mSv之間。這個劑量同波蘭居民從切爾諾貝利核災難飄塵中受到的輻射劑量相當。據信，釙-210和吸煙人群中的肺癌有關聯。